# Clostridium difficile
Clostridium difficile (C. difficile) [klostrídium difícile]  je vrsta grampozitivne, anaerobne, sporogene bakterije iz rodu klostridijev. Pri kultivaciji najbolje uspeva na krvnem agarju pri temperaturah na ravni človeške telesne temperature v odsotnosti kisika. V zanjo neugodnem okolju tvori spore, ki prenesejo tudi skrajne razmere, ki jih bakterija v aktivni obliki sicer ne bi preživela. Spore tega patogena se prenašajo po fekalno oralni poti. 
Potencialni rezervoar tej bakteriji predstavljajo okuženi pacienti, s simptomi bolezni ali brez njih, kontaminirano okolje in živalski prebavni trakt.  Rizične skupine za okužbo predstavljajo dojenčki, starejši, ljudje, ki se zdravijo z antibiotiki ter tisti, ki se zdravijo v bolnišnici ali živijo v domovih za starejše, čeprav se lahko okuži vsak.  Bakterija C. difficile lahko naseli človekovo debelo črevo. Ocenjujejo, da je prisotna pri 2 do 5 % odrasle populacije.
C. difficile predstavlja glavni razlog za pojav diareje pri hospitaliziranih bolnikih. V zadnjem času so okužbe s C. difficile postale bolj ozdravljive, zaradi zdravljenja s presaditvijo črevesne mikrobiote. Incidenca infekcij sicer še vedno narašča, čeprav v bolnišnicah potekajo intervencije, ki omejujejo prenos s pacienta na pacienta ter odmerke antibiotikov .  Ob zdravljenju različnih okužb z antibiotiki se lahko namreč kot neželeni učinek pojavi razraščanje C. difficile v debelem črevesu. Možno je, da okužena oseba ne kaže znakov infekcije - je asimptomatska, klinični simptomi pa lahko variirajo od blage diareje do življenjsko nevarnega Psevdomembranoznega kolitisa ali toksičnega megakolona.  Glavna faktorja, ki povzroča klinične simptome sta toksin A (TcdA) in toksin B (TcdB), ki sta vzrok za vnetni odziv črevesja, zaradi katerega se poškodujejo in uničijo črevesne epitele celice. 
Hall in O'Toole sta bila prva, ki sta to bakterijo identificirala. Izolacijo sta naredila v letu 1935 iz novorojenčkove črevesne flore. 